# 毛枝雀梅藤
毛枝雀梅藤（学名：Sageretia hamosa var. trichoclada）为鼠李科雀梅藤属下的一个变种。

## 扩展阅读
- 維基物種上的相關：毛枝雀梅藤